# Escacs ambaixador
|   | a             | b               | c               | d              | e             | f                | g                 | h               | i               | j             |   |  |
| 8 | a8 black rook | b8 black knight | c8 black bishop | d8 black queen | e8 black king | f8 black empress | g8 black princess | h8 black bishop | i8 black knight | j8 black rook | 8 |  |
| 7 | a7 black pawn | b7 black pawn   | c7 black pawn   | d7 black pawn  | e7 black pawn | f7 black pawn    | g7 black pawn     | h7 black pawn   | i7 black pawn   | j7 black pawn | 7 |  |
| 6 | a6            | b6              | c6              | d6             | e6            | f6               | g6                | h6              | i6              | j6            | 6 |  |
| 5 | a5            | b5              | c5              | d5             | e5            | f5               | g5                | h5              | i5              | j5            | 5 |  |
| 4 | a4            | b4              | c4              | d4             | e4            | f4               | g4                | h4              | i4              | j4            | 4 |  |
| 3 | a3            | b3              | c3              | d3             | e3            | f3               | g3                | h3              | i3              | j3            | 3 |  |
| 2 | a2 white pawn | b2 white pawn   | c2 white pawn   | d2 white pawn  | e2 white pawn | f2 white pawn    | g2 white pawn     | h2 white pawn   | i2 white pawn   | j2 white pawn | 2 |  |
| 1 | a1 white rook | b1 white knight | c1 white bishop | d1 white queen | e1 white king | f1 white empress | g1 white princess | h1 white bishop | i1 white knight | j1 white rook | 1 |  |
|   | a             | b               | c               | d              | e             | f                | g                 | h               | i               | j             |   |  |

Els escacs ambaixador són una variació dels escacs creada el 2005 per Kevin Hill. Pren dels Escacs gran de Christian Freeling la forma d'obertura però adaptant-la a un tauler de 10x8 caselles.
Es tracta d'una variació dels escacs aleatoris de Capablanca gratuïta i no comercial, jugada en un tauler de 10x8 amb dos peons addicionals per bàndol i dues peces d'escacs màgiques: el canceller i l'arquebisbe.
- El canceller es mou com la torre i el cavall.
- L'arquebisbe es mou com l'alfil i el cavall.

L'enroc en aquesta variació dels escacs es materialitza movent el rei tres caselles en direcció a la torre (vegeu el diagrama de la dreta). Totes les altres normes, com en passant són les mateixes que les dels escacs normals.
|   | a  | b             | c             | d  | e  | f  | g             | h             | i  | j  |   |  |
| 8 | a8 | b8 black king | c8 black rook | d8 | e8 | f8 | g8            | h8            | i8 | j8 | 8 |  |
| 7 | a7 | b7            | c7            | d7 | e7 | f7 | g7            | h7            | i7 | j7 | 7 |  |
| 6 | a6 | b6            | c6            | d6 | e6 | f6 | g6            | h6            | i6 | j6 | 6 |  |
| 5 | a5 | b5            | c5            | d5 | e5 | f5 | g5            | h5            | i5 | j5 | 5 |  |
| 4 | a4 | b4            | c4            | d4 | e4 | f4 | g4            | h4            | i4 | j4 | 4 |  |
| 3 | a3 | b3            | c3            | d3 | e3 | f3 | g3            | h3            | i3 | j3 | 3 |  |
| 2 | a2 | b2            | c2            | d2 | e2 | f2 | g2            | h2            | i2 | j2 | 2 |  |
| 1 | a1 | b1            | c1            | d1 | e1 | f1 | g1 white rook | h1 white king | i1 | j1 | 1 |  |
|   | a  | b             | c             | d  | e  | f  | g             | h             | i  | j  |   |  |

## Implementacions a la informàtica
Els escacs ambaixador amb el suport d'almenys tres programes de múltiples variacions disponibles al món de les variacions dels escacs. És seleccionat per un dels set jocs amb tauler 10x8 a SMIRF (desenvolupat per Reinhard Scharnagl). Va ser seleccionat com un dels onze jocs amb el tauler 8x10 que apareixen a ChessV (desenvolupat per Gregory Strong). En ambdós programes, a l'inici de la partida es pot programar per jugar contra la màquina.
També és possible jugar als escacs ambaixador a Zillions of Games utilitzant un arxiu de regles, com ara aquest.